# Kuća Dujmović u Splitu
Kuća Dujmović je zgrada u Splitu, Hrvatska. Nalazi se na adresi Preradovićevo šetalište 15.
Građena je 1933. godine. Arhitekt je bio Emil Ciciliani.
Pod oznakom P-5001 zavedena je kao nepokretno kulturno dobro - pojedinačno, pravna statusa preventivno zaštićena kulturnog dobra, klasificirano kao profana graditeljska baština.